# 阿柔坑
阿柔坑，是臺灣新北市深坑區的一個地名，位於該區西南部，範圍大致為阿柔里、升高里西南部。

## 歷史
台灣清治末期，阿柔坑地區為一街庄，稱為「阿柔坑庄」，隸屬於文山堡。該庄北與萬順藔庄、深坑仔庄為鄰，東與升高坑庄為鄰，南邊為小格頭庄、內湖庄，西邊為陂內坑庄。
1901年（日治明治三十四年）11月，該庄隸屬於深坑廳，編入第八區。1903年（明治三十六年）4月，第八區拆出土庫庄的土庫土名，其餘街庄與第七區的陂內坑庄合併為「深坑區」，該庄屬之。1920年（大正九年），該庄改制為「阿柔坑」大字，隸屬於臺北州文山郡深坑庄，大字下有「阿柔洋」、「公館後」、「炮子崙」、「梘腳坑」、「大崙腳」、「大崙尾」、「向天湖」、「土港」、「南邦寮」、「王軍寮」小字名。
戰後深坑庄改制為深坑鄉，隸屬於臺北縣，大字亦改制為村。2010年（民國99年）12月五都改制，臺北縣升格為新北市，深坑鄉改制為深坑區，村改制為里。

## 交通
國道3號大致以縱向經過阿柔坑地區西部邊界外不遠處，木柵交流道即在西北端境外，由此可快速前往台灣西部各地。
市道106乙線是連絡木柵、坪林的道路，經過本地區北部邊界地帶，由該道路往西不遠處接回主線，往東轉南可前往坪林接省道台9線。市道106號是前者主線，也是連絡林口、瑞芳的道路，大致以橫向經過本地區北部邊界外不遠處，並與乙線大致平行。由該道路往東可前往平溪、瑞芳等地，往西轉南可前往木柵、中和、板橋、新莊、林口等地。

## 廟宇
- 鎮南宮石媽祖廟（石神廟）